# Федосов, Валерий Иванович
Вале́рий Ива́нович Федо́сов (25 июня 1941, Старое Село, Гомельская область — 5 июня 1990, Новгородская область) — советский кинооператор.

## Биография
Окончил операторский факультет ВГИКа (1963, мастерская Б. И. Волчека). Проходил практику у А. Н. Москвина, работал ассистентом у Й. Грицюса.
С 1963 работал оператором, затем оператором-постановщиком на киностудии Ленфильм.
Валерий Иванович Федосов умер в перерыве между съёмками «Афганского излома» 5 июня 1990 года в селе Заозерье Окуловского района Новгородской области от сердечного приступа, фильм в Туркмении заканчивал оператор Павел Засядко. Похоронен на Шуваловском кладбище Санкт-Петербурга.

## Творческие связи
Работал с такими режиссёрами, как Р. П. Эсадзе, С. Д. Аранович, И. Ф. Масленников, А. Ю. Герман, С. М. Овчаров, В. В. Бортко.

## Фильмография
- 1964 — Фро
- 1970 — Секундомер
- 1973 — Исполняющий обязанности — Диплом и медаль на 1-м Ленинградском смотре творчества молодых (1974).
- 1974 — Весенние перевёртыши
- 1976 — Двадцать дней без войны
- 1978 — Ярославна, королева Франции
- 1980 — Я — актриса
- 1983 — Небывальщина
- 1984 — Мой друг Иван Лапшин
- 1985 — Противостояние
- 1986 — Левша
- 1988 — Большая игра (с Атанасом Тасевым и Христо Тотевым[болг.])
- 1989 — Оно
- 1991 — Афганский излом

## Призы и награды
- 1986 — Госпремия РСФСР имени братьев Васильевых (фильм «Мой друг Иван Лапшин»).
- 1987 — Конкурс профессиональных премий к/с Ленфильм и Ленинградского отделения СК (Премия имени А. Н. Москвина за лучшую операторскую работу, фильм «Левша»).
- 1991 — Конкурс профессиональных премий к/с Ленфильм и Ленинградского отделения СК (Премия имени А. Н. Москвина за лучшую операторскую работу, посмертно, фильм «Афганский излом»)[2] — посмертно.